# Milan Nerad
Milan Nerad (18. července 1921 Ledeč nad Sázavou – 21. srpna 2019) byl český politický vězeň, účastník protikomunistického odboje, člen předsednictva Konfederace politických vězňů ČR.

## Život
Po druhé světové válce si založil živnost na opravu kotlů a brzy po komunistickém puči v únoru 1948 se dostal do střetu s bolševiky. Ve spolupráci s přáteli z Národně socialistické strany se podílel na rozšiřování protikomunistických letáků a byl poprvé zatčen již v roce 1948. Po několika měsíčním věznění na Pankráci byl na amnestii propuštěn, ale v protikomunistické činnosti pokračoval. Založil odbojovou skupinu a odešel přes hranice. V západním Německu navázal kontakt se skupinou generála Ingra a byl jako agent-chodec pověřen podporovat domácí odboj a zejména obnovit činnost své skupiny, která mezitím přestala fungovat. Po několika týdnech byl zatčen a surově vyslýchán. O své činnosti nic neprozradil a byl Státním soudem odsouzen na 20 let. Prošel vězeními na Plzni-Borech, v Leopoldově, v Příbrami na uranovém dole Bytíz a v Opavě. Po propuštění v roce 1964 pracoval v plynárně. V roce 1968 se stal členem klubu bývalých politických vězňů K-231. Mezitím byl mimo jiné znovu podezříván z odbojářské činnosti, což se nakonec nepotvrdilo (viz citát). Po sametové revoluci byl 1. místopředsedou Konfederace politických vězňů.
| „             | Potřebujete vnitřní sílu, k tomu jsem byl veden celou dobu své výchovy: mluvit pravdu a být čestným člověkem. Je a bylo naším posláním tu demokracii vybudovat. Když jsem tomu věnoval 14 let svého života, tak už jsem nemohl jinak. Jednou jsem byl dokonce na pokraji toho, že se tam vrátim. Když už jsem byl v civilu, tak z nějakých důvodů, o kterých jsem nevěděl, přišli za mnou estébáci s tím, že pojedu do Bartolomějské. Řekli mi: ´Tak se připravte, oblíkněte se a půjdeme´. Tak jsem si dal do kapsy sušenky, připravil jsem si zubní kartáček a pastu, jak je to u správnýho mukla. | “ |
| — Milan Nerad | |   |